# Jim Price
Jim Price (født i Fort Worth) var sammen med Bobby Keys og Jim Horn en af de mest efterspurgte hornblæsere i 1970'erne. Han turnerede sammen med The Rolling Stones fra 1970 til 1975, herunder på deres berømte American Tour 1972, og optrådte på albummene Sticky Fingers, Exile On Main St. og Goats Head Soup.
Fra september 1968 til februar 1969 spillede Price sammen med New Buffalo Springfield. Han var også på turne og indspillede plader med Delaney & Bonnie, Joe Cocker (albummet Mad Dogs and Englishmen) og Eric Clapton.
Gennem 1980'erne og 1990'erne komponerede Price musik til blandt andre film og tv-serier.

## Diskografi
- Jim Price – Kids Nowadays Ain't Got No Shame
- Genya Ravan – They Love Me, They Love Me Not
- Jim Price – Sundego's Traveling Orchestra
- Jim Price – All Occasion Brass Band
- Joe Cocker – I Can Stand A Little Rain (inklusiv singlen "You Are So Beautiful")
- Joe Cocker – Jamaica Say You Will
- Wayne Shorter – Native Dancer
- Jennifer Warnes – Jennifer Warnes
- KGB – KGB (MCA)
- Hamilton, Joe Frank & Reynolds – singler, inklusiv nummer 1 singlen "Fallin' In Love"
- David Bromberg – Reckless Abandon
- Milton Nascimento – Journey to Dawn